# San Isidro, Frontera Comalapa
San Isidro är en ort i Mexiko.   Den ligger i kommunen Frontera Comalapa och delstaten Chiapas, i den sydöstra delen av landet, 900 km sydost om huvudstaden Mexico City. San Isidro ligger 712 meter över havet och antalet invånare är 127.
Terrängen runt San Isidro är varierad. Runt San Isidro är det tätbefolkat, med 297 invånare per kvadratkilometer. Närmaste större samhälle är Frontera Comalapa, 11,0 km väster om San Isidro. I omgivningarna runt San Isidro växer huvudsakligen savannskog.